# Yucca harrimaniae
Yucca harrimaniae (englischer Trivialname: Harriman Yucca) ist eine Pflanzenart der Gattung der Palmlilien (Yucca) in der Familie der Spargelgewächse (Asparagaceae).

## Beschreibung
Yucca harrimaniae wächst solitär, stammlos bis gruppenbildend (jedoch manchmal mit Stämmen bis 30 cm Höhe). Die steifen, grünen bis grünen, blaugrünen bis grauen Laubblätter sind 10 bis 50 cm lang und bis 1,5 cm breit. Die Blattränder sind papierartig und später in Fasern übergehend.
Der in den Blättern beginnende Blütenstand ragt über die Blätter hinaus und wird 0,4 bis 1 Meter hoch. Die hängenden, glockenförmigen, kugeligen, weißen bis cremefarbenen Blüten weisen eine Länge von 4 bis 6 cm und einen Durchmesser von 2 bis 3 cm auf. Die Blütezeit reicht von April bis Juli.
Yucca harrimaniae  ist in Mitteleuropa frosthart bis minus 18 °C. Sie ist in Sammlungen selten.

## Verbreitung
Yucca harrimaniae ist in der „Great Basin Wüste“ in den Staaten Utah, Colorado, New Mexico und Nevada in Ebenen und Mesas auf kalksteinhaltigen Hügeln in Höhenlagen zwischen 1000 und 2700 Metern verbreitet. Diese Art wächst oft vergesellschaftet mit Pediocactus bradyi subsp. despainii, Pediocactus bradyi subsp. winklerorum, Pediocactus simpsonii, Sclerocactus spinosior, Sclerocactus spinosior subsp. blainei, Sclerocactus parviflorus, Sclerocactus wrightiae, Escobaria missouriensis subsp. navajoensis, verschiedenen Echinocereus-, Escobaria-, Micropuntia- und Opuntia-Arten.

## Systematik
Der botanische Namen ehrt Edward H. Harriman. Die Erstbeschreibung durch William Trelease unter dem Namen Yucca harrimaniae ist 1902 veröffentlicht worden.
Es werden folgende Unterarten unterschieden:
- Yucca harrimaniae subsp. harrimaniae
- Yucca harrimaniae subsp. neomexicana (Wooton & Standl.) Hochstätter
- Yucca harrimaniae subsp. sterilis (Neese & Welsh) Hochstätter
- Yucca harrimaniae subsp. gilbertiana (Trel.) Hochstätter

Sie ist ein Vertreter der Sektion Chaenocarpa Serie Harrimaniae.

## Bilder
Yucca harrimaniae:

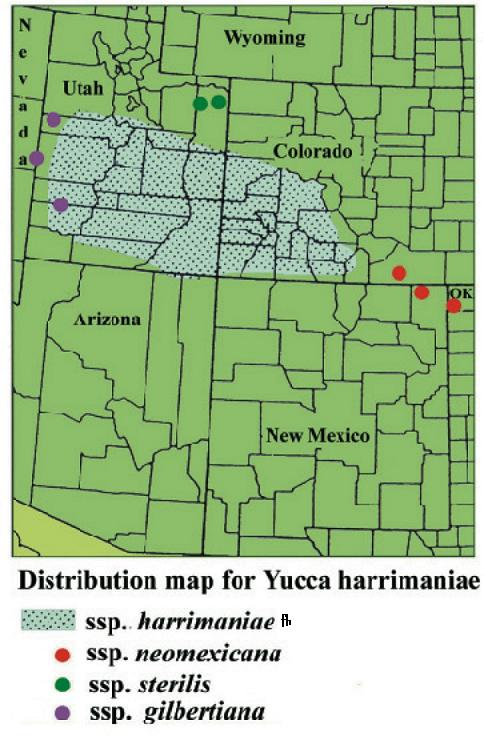
Verbreitungsgebiet
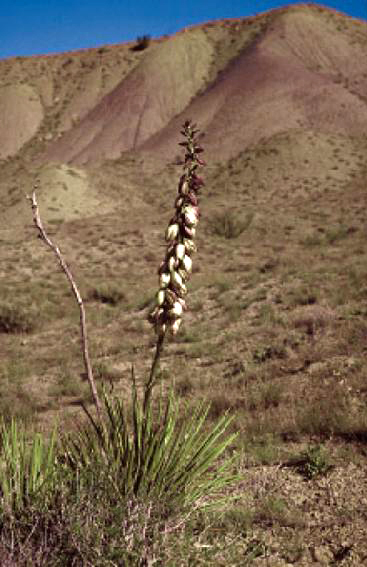
Mit violetten Blütenhüllblättern in Colorado
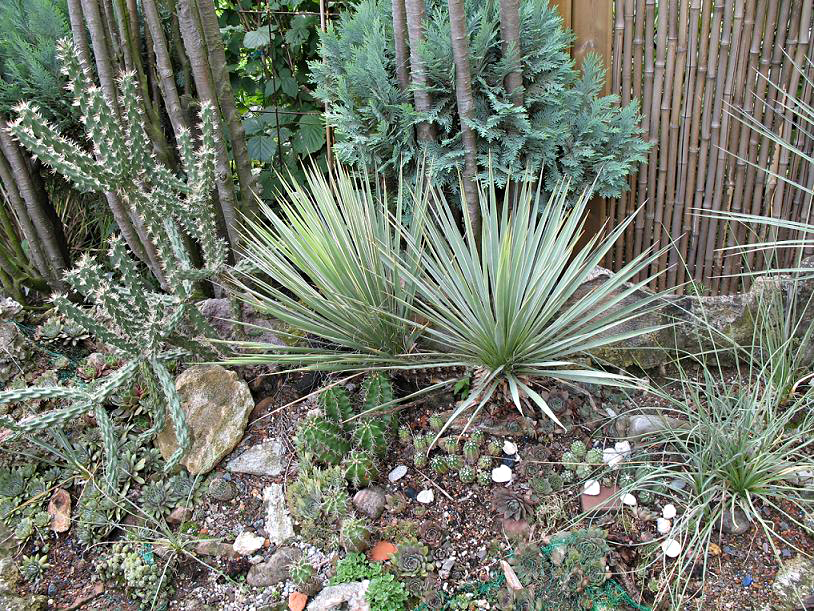
14 Jahre altes Exemplar